# Comuna Nikola Kozlevo, Șumen
Nikola Kozlevo (în bulgară Никола Козлево) este o comună în regiunea Șumen, Bulgaria, formată din satele Hărsovo, Karavelovo, Krasen Dol, Kriva Reka, Nikola Kozlevo, Pet Moghili, Rujița, Vekilski, Vălnari, Țani Ghincevo și Țărkvița. 

## Demografie
Componența etnică a comunei Nikola Kozlevo
     Romi (19,27%)
     Turci (47,26%)
     Bulgari (21,29%)
     Nicio identificare (10,27%)
     Altele (1,88%)
La recensământul din 2011, populația comunei Nikola Kozlevo era de 6.100 locuitori. Nu există o etnie majoritară, locuitorii fiind turci (47,26%), bulgari (21,29%) și romi (19,27%). Pentru 10,27% din locuitori nu este cunoscută apartenența etnică.